# Valle de Vallibierna

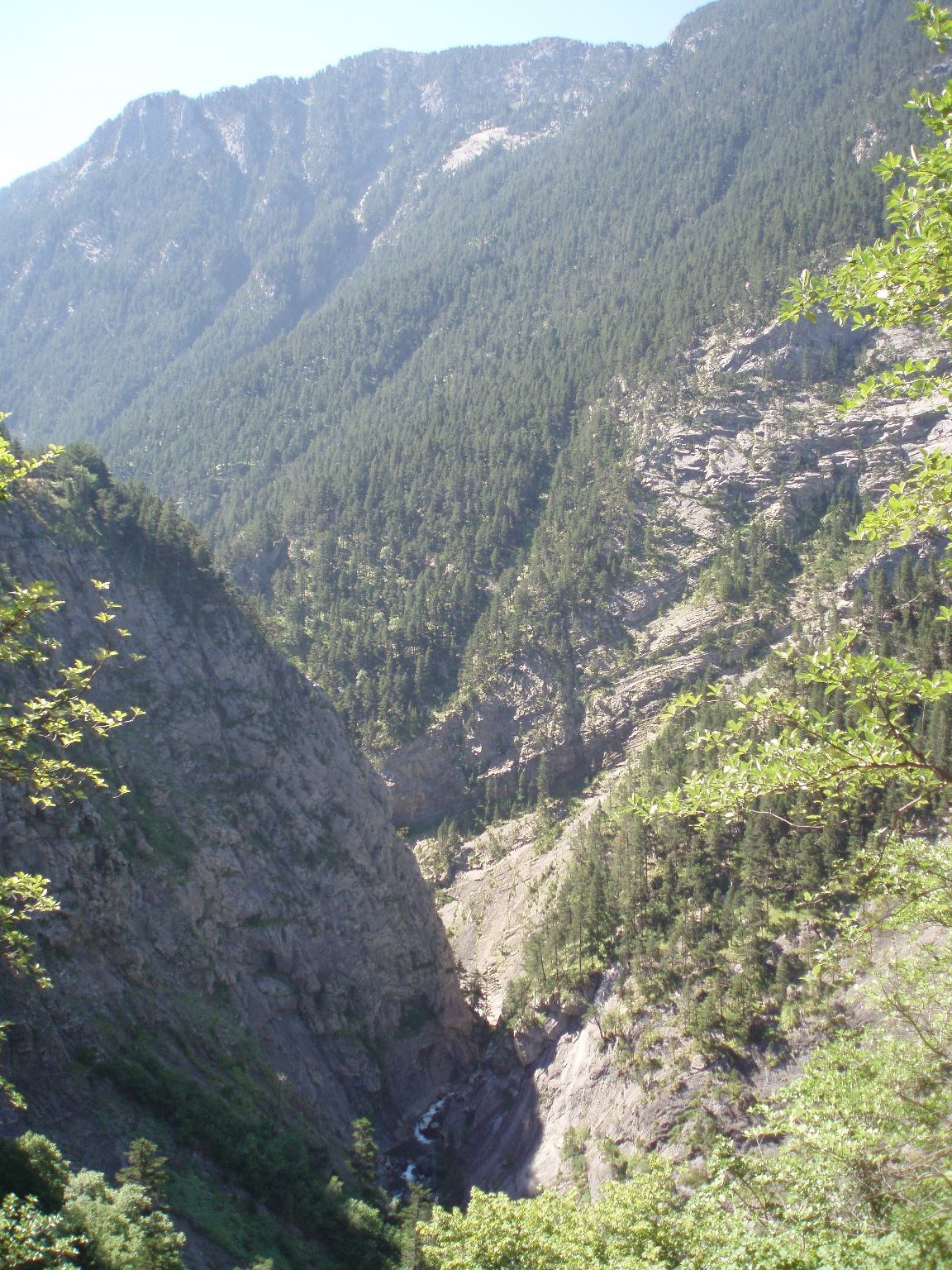
Garganta del valle de Vallibierna.

El valle de Vallibierna está situado en la zona central de los Pirineos y en la vertiente española. Se ubica en la zona central del valle de Benasque (noreste de la provincia de Huesca, en Aragón) y dentro del parque natural Posets-Maladeta. Al norte de este valle está el macizo de la Maladeta, y al sur el entorno de la estación de esquí de Cerler. Este valle, orientado de este a oeste, tiene una longitud aproximada de 9 km y en el fondo de él transcurren las aguas del río Vallivierna, afluente del río Ésera. En las laderas del valle predominan los bosques de pino negro y hayas. Por encima de los 2300 metros dominan las praderas alpinas y los roquedos. En la zona central del valle se encuentra el refugio de montaña Corones, uno de los muchos refugios no guardados de la comarca. En la zona occidental, la más baja del valle, el río transcurre encajonado en una garganta de más de 200 metros de profundidad. En determinadas zonas del valle hay rocas volcánicas.

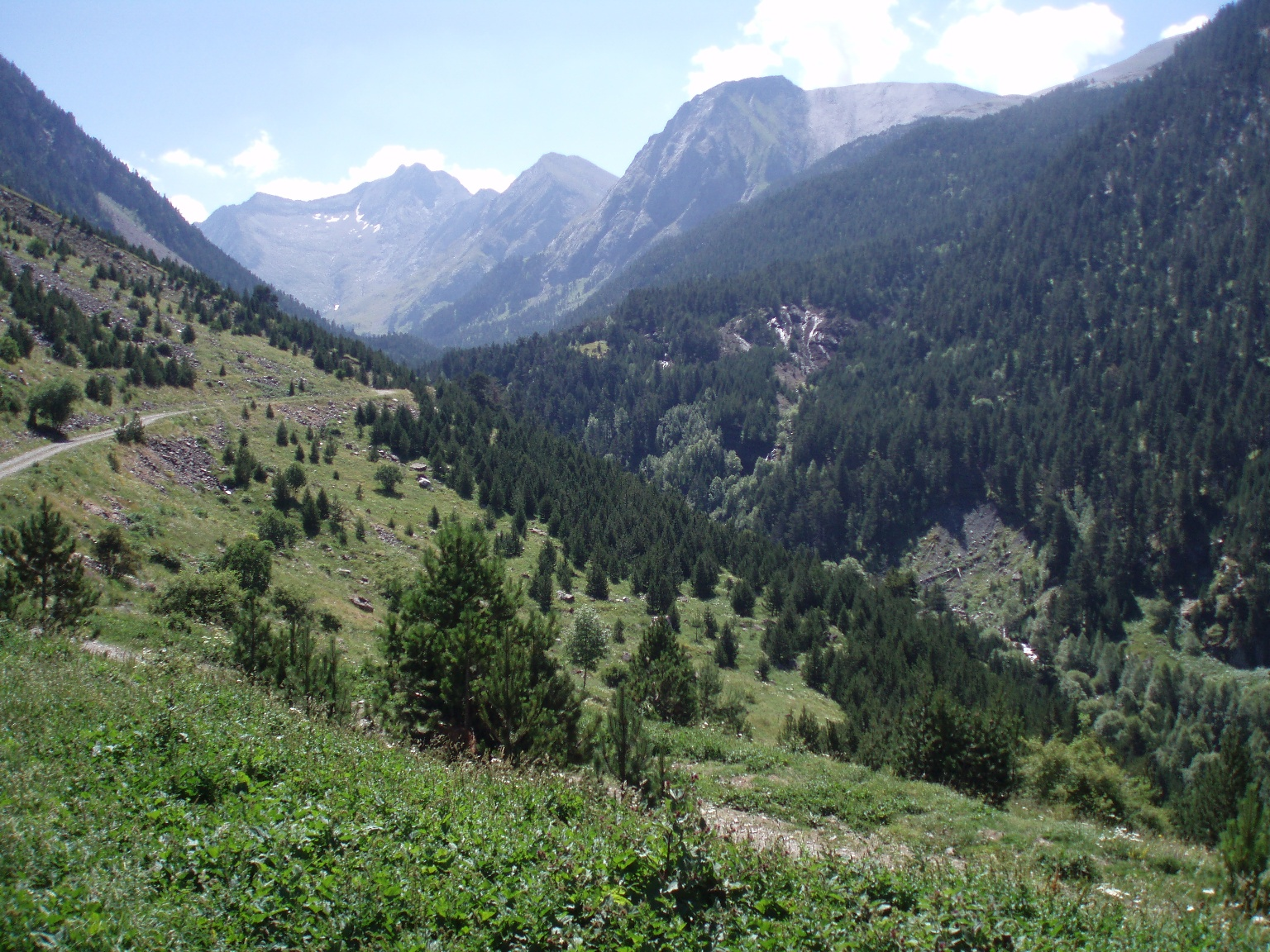
Valle de Vallivierna.